# Environmental Defense Fund
El Fondo para la Defensa del Medio Ambiente (del inglés: Environmental Defense Fund) es una organización sin fines de lucro de carácter ambientalista con sede en Nueva York, Estados Unidos.
Environmental Defense Fund o EDF (anteriormente conocido como Environmental Defense) es un grupo de defensa ambiental sin fines de lucro con sede en los Estados Unidos. El grupo es conocido por su trabajo en temas que incluyen el calentamiento global, la restauración de ecosistemas, los océanos y la salud humana, y defiende el uso de ciencia, economía y leyes sólidas para encontrar soluciones ambientales que funcionen. No es partidista y su trabajo a menudo aboga por soluciones basadas en el mercado a los problemas ambientales.
La sede del grupo se encuentra en la ciudad de Nueva York, con oficinas en todo Estados Unidos, con científicos y especialistas en políticas que trabajan en todo el mundo. Las oficinas regionales más enfocadas en asuntos y políticas locales incluyen Austin, Texas; Bostón; Boulder, Colorado; Los Ángeles; Raleigh, Carolina del Norte; Sacramento, California; San Francisco; Washington D. C. DC.
Fred Krupp se ha desempeñado como presidente desde 1984. En mayo de 2011, Krupp estaba entre un grupo de expertos nombrados por el secretario del Departamento de Energía de EE. UU., Steven Chu, para un subcomité de la Junta Asesora de Energía que se encargó de hacer recomendaciones para mejorar la seguridad y el desempeño ambiental de la fracturación hidráulica de gas natural a partir de formaciones de lutitas. El subcomité emitió un informe provisional en agosto y su informe final en noviembre del mismo año.
En 1991, The Economist llamó a EDF "los activistas ecológicos más instruidos en economía de Estados Unidos". La organización ocupó el primer lugar entre los grupos ambientalistas en un estudio global del Financial Times de 2007 sobre 850 asociaciones entre empresas y organizaciones sin fines de lucro. Charity Navigator, un evaluador de organizaciones benéficas independiente, ha otorgado a EDF una calificación general de cuatro de cuatro estrellas desde el 1 de junio de 2012.

## Áreas de trabajo
- Clima y energía: EDF tiene como objetivo reducir la contaminación y ralentizar el calentamiento global, con estrategias que incluyen la revisión de los sistemas de energía de los Estados Unidos, la protección de los límites de contaminación de la Agencia de Protección Ambiental de los Estados Unidos, la capacitación de nuevos líderes climáticos / energéticos y la desaceleración de la deforestación en Brasil y la selva amazónica. .

- Océanos: la organización trabaja para proteger los ecosistemas marinos creando pesquerías sostenibles, promoviendo el uso de cuotas de captura y preservando hábitats frágiles como los arrecifes de coral. Los programas de enfoque geográfico de los océanos incluyen Belice, Cuba, la Bahía de Chesapeake, el Golfo de México, el Golfo de California y el Atlántico Sur. Los programas de salud se enfocan en reducir la contaminación del aire de los servicios públicos y los sistemas de transporte, reformar la política de químicos tóxicos de EE. UU. Y trabajar con corporaciones como Walmart para fabricar productos más seguros.

- Ecosistemas: EDF trabaja para promover políticas favorables a los ecosistemas, ayudando a los propietarios a beneficiarse de tierras, agua y vida silvestre más saludables. Trabajan para restaurar los caudales de los ríos y el hábitat nativo de las orillas del río, negocian acuerdos con los propietarios de tierras para proteger las especies en peligro de extinción y se asocian con agricultores y ganaderos para mejorar el hábitat y la calidad del agua.

- Asociaciones corporativas: EDF tiene una larga historia de asociaciones con corporaciones, administradores de fondos, terratenientes, agricultores, pescadores y otros grupos. La organización no recibe fondos directamente de sus socios corporativos, sin embargo, recibe millones en fondos de organizaciones con fuertes lazos corporativos, como la Walton Family Foundation.

- Economía ambiental: la organización promueve el uso de mercados e incentivos para ayudar a resolver problemas ambientales. Ejemplos de este enfoque en funcionamiento incluyen acciones de captura del plan de tope e intercambio escrito en la Ley de Aire Limpio (Estados Unidos).

## EDF Latinoamérica

### EDF de México
Convencidos de que con un manejo sostenible y capaz de adaptarse a la nueva realidad climática, la pesca puede ayudar a lograr los objetivos del país en materia de seguridad alimentaria, preservar el empleo de millones de personas y mantener la salud de nuestros océanos, EDF de México cuenta con proyectos encaminados a los océanos saludables y comunidades prósperas.